# Henk Weggemans
Hendrik (Henk) Weggemans (Wijster, 30 april 1943 – Groningen, 4 maart 2016) was een Nederlandse politicus. Hij was lid van de PvdA.
Voordat zijn politieke carrière begon, werkte hij in het basisonderwijs. Begin jaren 70 was hij een van de oprichters van de Vereniging Brede Overleggroep Kleine Dorpen in Drenthe (de BOKD). In 1978 werd hij gekozen tot lid van Provinciale Staten van Drenthe, waarna hij in 1986 fractievoorzitter van de PvdA werd in de Provinciale Staten. Daarna was hij van 1994 tot 2003 gedeputeerde in de provincie Drenthe. In 2006 was hij dit opnieuw ter vervanging van de toen ernstig zieke en later overleden gedeputeerde Hans Schaap. Als gedeputeerde was Henk Weggemans vooral betrokken bij financiën en economie. Hij was daarbij betrokken bij de totstandkoming van het provinciaal omgevingsplan (POP) en bij de gemeentelijke herindeling van Drenthe in 1998.
Ook was Weggemans jarenlang actief voor het C+B Museum in Grolloo en was hij jarenlang voorzitter van Stichting Cultureel Erfgoed Harry Muskee.
Hij was Ridder in de Orde van Oranje Nassau.
Hij overleed na een kort ziekbed in het Universitair Medisch Centrum Groningen (UMCG) op 4 maart 2016.